# Елла (підрозділ окружного секретаріату)
Підрозділ окружного секретаріату Елла — підрозділ окружного секретаріату округу Бадулла, провінції Ува, Шрі-Ланка. Складається з 32 Грама Ніладхарі.